# Pablo Moses
Pablo Henry (Parròquia de Manchester, 28 de juny de 1948), més conegut com a Pablo Moses, és un cantant de reggae roots jamaicà. És conegut pel seu debut, Revolutionary Dream (1975), que incloïa «I Man A Grasshopper», produït per Geoffrey Chung i enregistrat als Black Ark Studios de Lee «Scratch» Perry.
Sobre I Love I Bring (1978), el crític musical Robert Christgau va considerar que «moltes d'aquests cançons de reggae encantadores i moralistes tenen la senzillesa lírica i melòdica dels himnes de l'escola dominical».

## Discografia
- Revolutionary Dream (1976, Jigsaw) (reeditat el 1978 com I Love I Bring)
- A Song (1980, Island)
- Pave The Way (1981, Island/Mango)
- In The Future (1983, Alligator/Mercury)
- Tension (1985, Alligator/Mercury)
- Live to Love (1988, Rohit)
- We Refuse (1990, Profile)
- Charlie (1990, Profile)
- Confession of a Rastaman (1993, Musidisc)
- Mission (1995, RAS)
- Reggae Live Sessions (1998, CRS)
- The Rebirth (2010)
- The Itinuation (2017)